# Doug Williams (worstelaar)
Douglas Clayton Durdle (Reading, 1 september 1972), beter bekend onder zijn worstelnaam Doug(las) Williams is een Engels professioneel worstelaar die vooral bekend is van zijn tijd bij Total Nonstop Action Wrestling.
Doug was samen met Rob Terry en Brutus Magnus lid van The British Invasion

## In het worstelen
- Finishers
  - Bombs Away (TNA) / Bomb Scare (Independent circuit)
  - Chaos Theory
  - Guillotine choke (2010–heden)
  - Revolution DDT (Tornado DDT)
- Signature moves
  - Anarchy Knee (Running high knee)
  - British Figure Four Leglock (Reverse figure four leglock)
  - European uppercut[1], sometimes from the top rope
  - Inverted Gory special
  - Bridging / Release double underhook suplex, sometimes from the top rope
  - Northern Lights suplex
  - Push up facebusters
- Brutus Magnus
  - Finishers
    - Bearhug (Magnus) / Diving European uppercut (Williams) combinatie

  - Signature moves
    - Double straight jacket neckbreaker[66]
    - Running arched big boot (Magnus) / German suplex (Williams) combinatie
- Managers
  - Rob Terry
  - Ric Flair
- Bijnamen
  - "The Anarchist"
  - "The Human Torture Device"
  - "The Finest Thing in Life"
- Entrance themes
  - "Song 2" van Blur
  - "Made in Britain" van Rusty Music
  - "The British Invasion" van Dale Oliver (TNA)

## Erelijst

### Martial arts
- Judo
  - British Judo Championship (72 kg gewichtsklasse; 1992)

### Professioneel worstelen
- 3 Count Wrestling
  - 3CW Heavyweight Championship (1 keer)
- All Star Wrestling
  - ASW British Heavyweight Championship (1 keer)
  - ASW Middle Heavyweight Championship (1 keer)
  - ASW People's Championship (1 keer)
- Athletik Club Wrestling
  - ACW World Wrestling Championship (1 keer)
- European Wrestling Associaition
  - EWA Intercontinental Championship (1 keer)
- European Wrestling Promotion
  - EWP Intercontinental Championship (1 keer)
  - EWP Submission Shoot Championship (1 keer)
- Frontier Wrestling Alliance
  - FWA British Heavyweight Championship (1 keer)
- German Wrestling Promotion
  - GWP WrestlingCorner Championship (1 keer)
- International Catch Wrestling Alliance
  - ICWA World Heavyweight Championship (1 keer)
- NWA UK Hammerlock
  - King of the Ring (1998)
  - Survivor Series Tournament (1996, 1997)
- Premier Wrestling Federation
  - PWF Heavyweight Championship (1 keer)
  - PWF Mid-Heavyweight Championship (1 keer)
  - Worthing Trophy (2002–2004, 2006)
  - Wrestler of the Year (2002–2004, 2006, 2007)
- Pro Wrestling Illustrated
  - PWI rankeerde him #45 van de top 500 singles worstelaars in de PWI 500 in 2010
- Pro Wrestling Noah
  - GHC Tag Team Championship (1 keer met Scorpio)
- Revolution British Wrestling
  - One Night Tournament (2005)
- Ring of Honor
  - FWA British Heavyweight Championship (1 keer)
  - ROH Pure Championship (1 keer)
  - ROH Pure Championship Tournament (2004)
- Rings of Europe
  - Thermencup (2005)

- Total Nonstop Action Wrestling

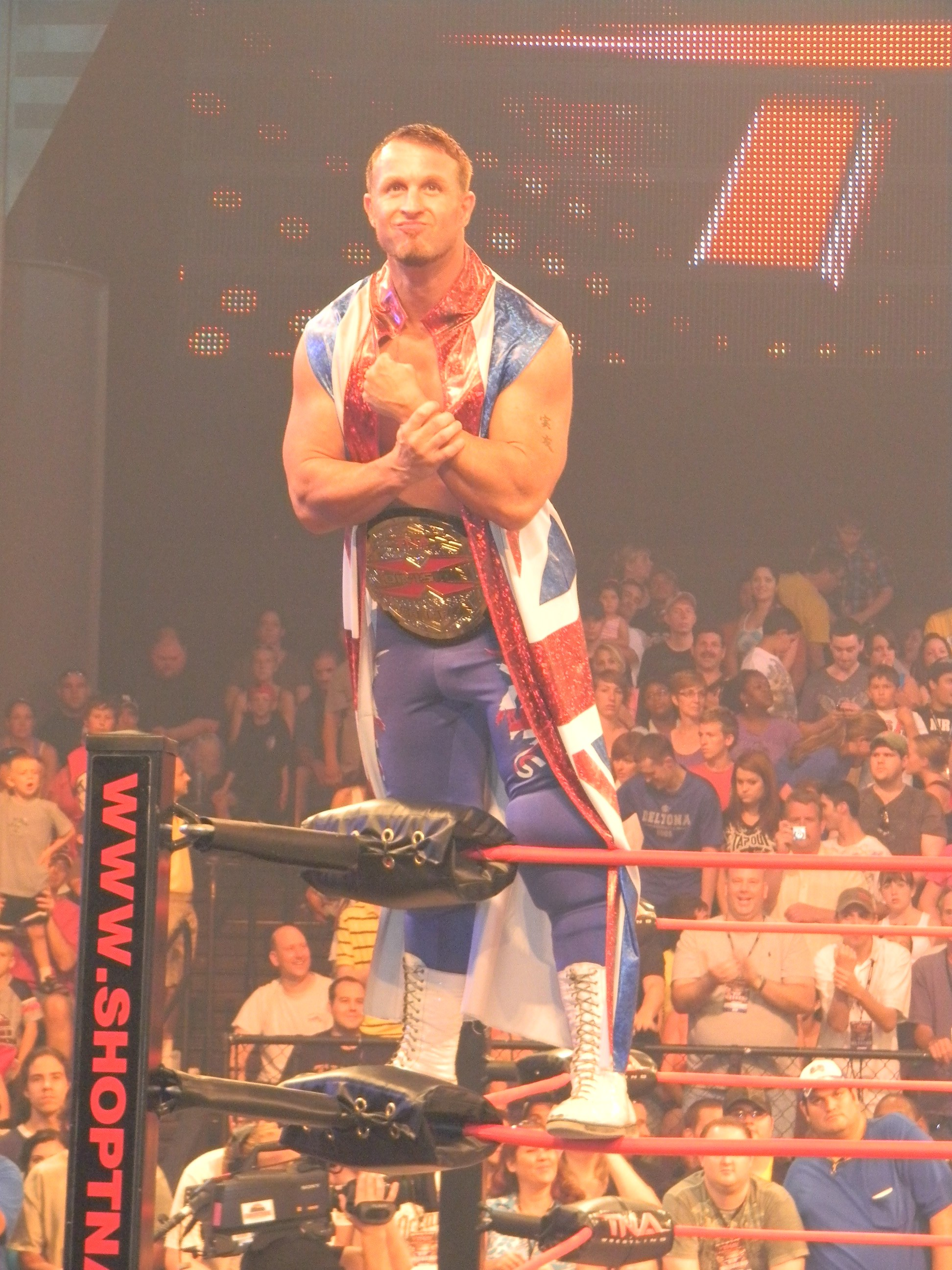
Williams als de TNA X Division Champion in 2010.

  - IWGP Tag Team Championship (1 keer met Brutus Magnus)
  - TNA World Tag Team Championship (1 keer met Brutus Magnus)
  - TNA X Division Championship (2 keer)
  - TNA Legends Championship (1 keer)
- The Wrestling Alliance
  - Universal British Heavyweight Championship (1 keer)
  - TWA British Heavyweight Championship (2 keer)
  - TWA European Heavyweight Championship (1 keer)
  - TWA British Tag Team Championship (1 keer met Robbie Brookside)
- Triple X Wrestling
  - TXW Crush Championship (1 keer)
- Ultimate Wrestling Alliance
  - UWA Championship (1 keer)
- westside Xtreme wrestling
  - wXw Tag Team Championship (1 keer met Martin Stone)
  - Trios Tournament (2006) – met Takashi Sugiura en Yoshinobu Kanemaru